# Kunio Kitamura
Kunio Kitamura (Shizuoka, 4 augustus 1968) is een voormalig Japans voetballer.